# Жиляева, Алла Николаевна
А́лла Никола́евна Жиля́ева (в девичестве — Шумако́ва, род. 5 февраля 1969, Вышний Дубовец, Курская область) — российская легкоатлетка, участница Олимпийских игр. Мастер спорта международного класса.
Обладательница действующего рекорда России в беге на 10 000 метров, установленного 23 августа 2003 года на чемпионате мира.

## Карьера
Первый тренер — В. Шаев.
Многократный призёр чемпионата России в беге на 5000 и 10 000 метров, в кроссе на 6 километров, в беге по шоссе на 20 километров, в полумарафоне и марафоне.